# Osttimoresisch-tschechische Beziehungen
Die osttimoresisch-tschechischen Beziehungen beschreiben das zwischenstaatliche Verhältnis von Osttimor und Tschechien.

## Geschichte

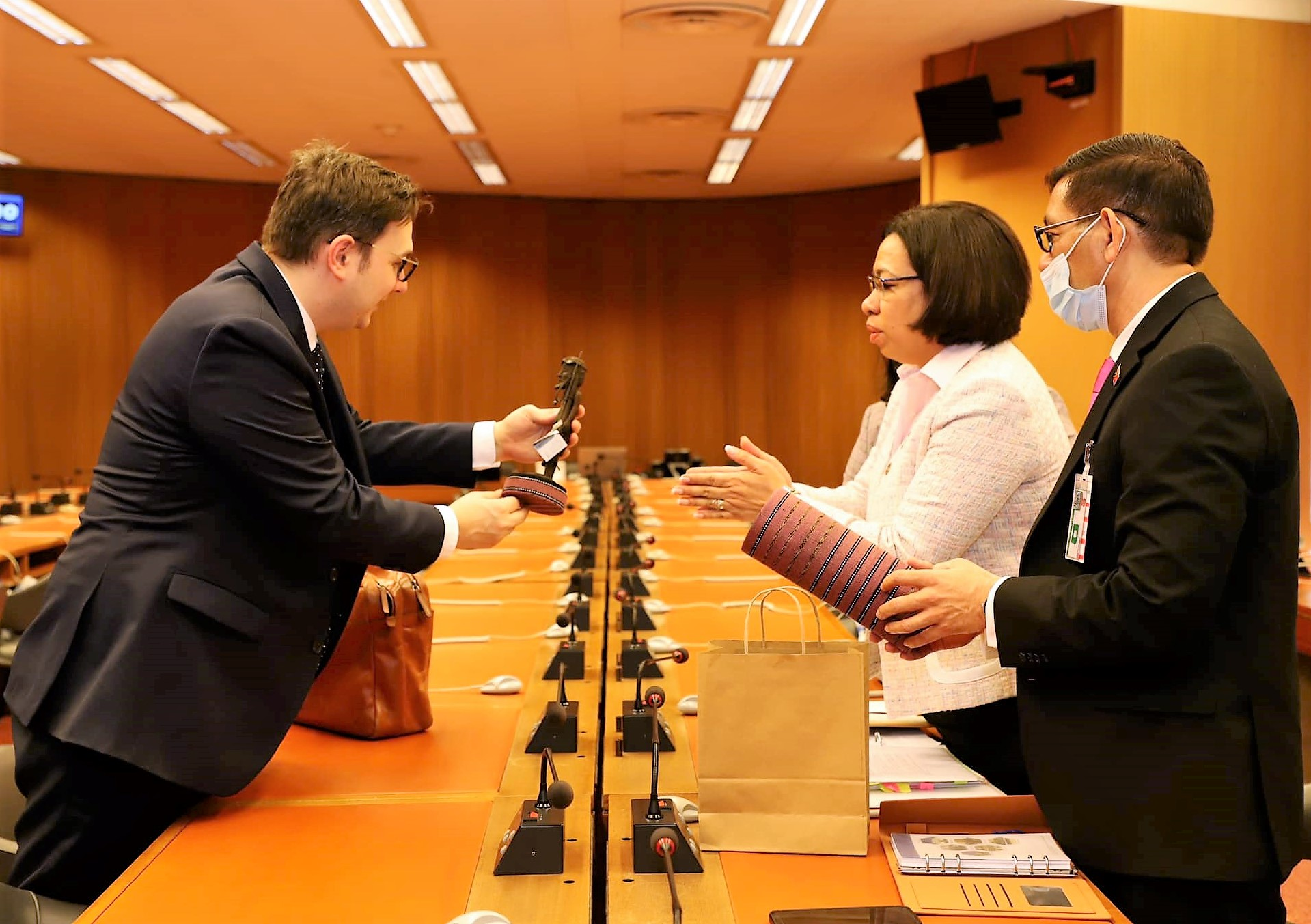
Treffen der Außenminister (2022)

Die tschechische Nichtregierungsorganisation Czech People for Free East Timor setzte sich für die Unabhängigkeit Osttimors ein, als der südostasiatische Staat von Indonesien besetzt war.
Diplomatische Beziehungen zwischen den beiden Ländern wurden am 20. Mai 2002 aufgenommen, nachdem Osttimor seine Unabhängigkeit zurückerlangt hatte.
2004 besuchte der stellvertretende tschechische Außenminister Jaroslav Bašta Osttimor. Sein Nachfolger Hynek Kmoníček traf in Osttimor in Oktober 2009 Präsident José Ramos-Horta. Ein kleineres tschechisches Entwicklungsprojekt für die Trinkwassergewinnung in Osttimor wurde durchgeführt.
Am 1. März 2022 trafen sich Tschechiens Außenminister Jan Lipavský und Osttimors Außenministerin Adaljíza Magno in Genf.

## Diplomatie

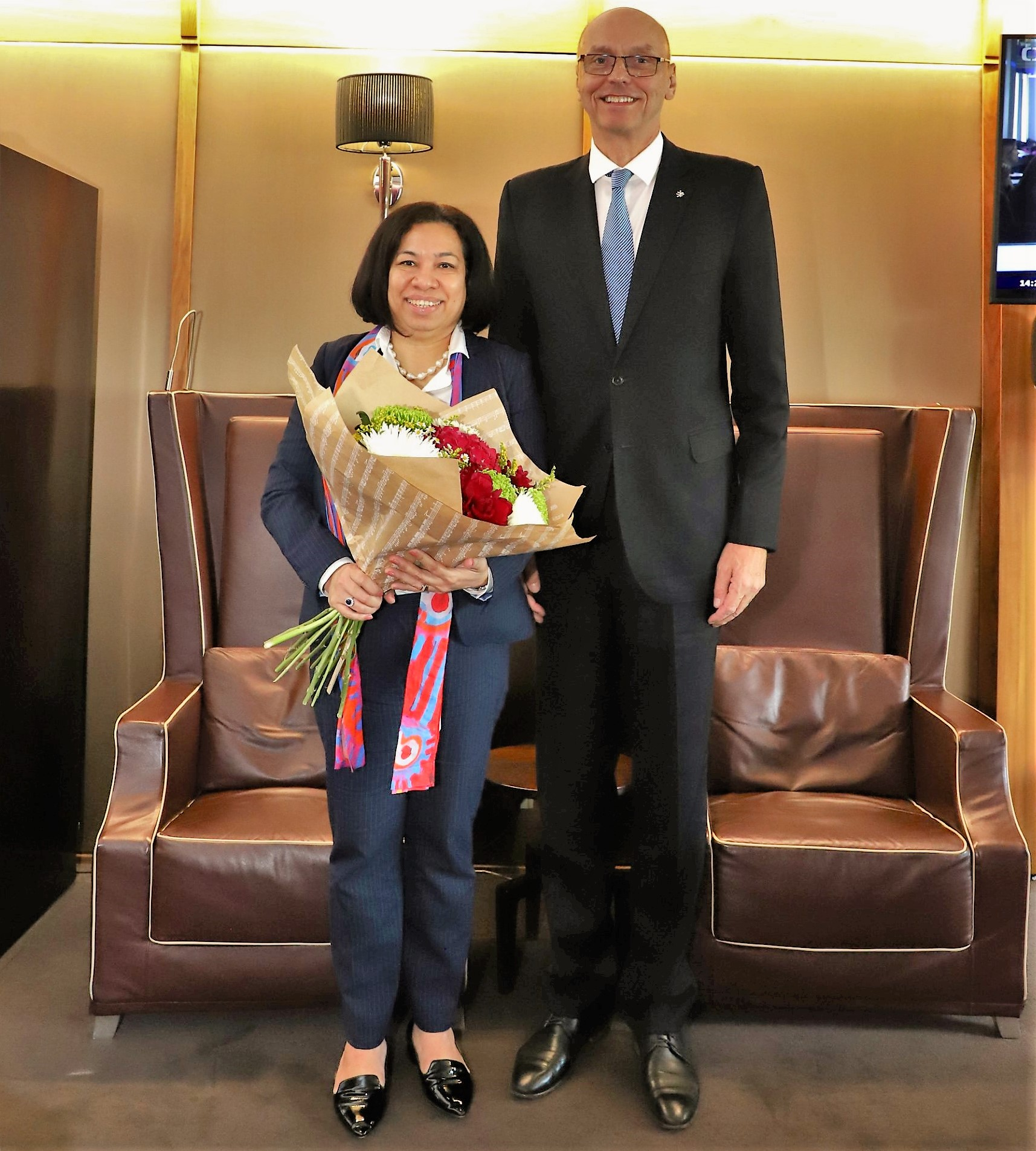
Außenministerin Adaljíza Magno und Botschafter Jaroslav Doleček

Sie verfügen über keine diplomatische Vertretungen im jeweils anderen Land. Osttimor hat eine Botschaft im belgischen Brüssel.
Der tschechische Botschafter im indonesischen Jakarta ist auch für Osttimor akkreditiert.

## Wirtschaft
Für 2018 gibt das Statistische Amt Osttimors den Import von Waren aus Tschechien im Wert von 2187 US-Dollar an. In ähnlichem Rahmen bewegen sich die wirtschaftlichen Beziehungen der Jahre zuvor.

## Einreisebestimmungen
Für Osttimoresen gilt in Tschechien als Schengenland Visafreiheit.